# Helena Wanda Błażusiak-Pawlik
Helena Wanda Błażusiak-Pawlik (ur. 4 lutego 1926 w Szczawnicy, zm. 25 lipca 1999 w Wadowicach) – łączniczka, sanitariuszka, żołnierka Armii Krajowej, więzień polityczny Gestapo w katowni „Palace” w Zakopanem.

## Życiorys
Urodziła się i wychowała w rodzinie patriotycznej i katolickiej; córka Stanisława Błażusiaka ps. „Pik”, i jego żony Zofii, z domu Hurkała. Miała czwórkę rodzeństwa: Stanisława Franciszka ps. „Orzełek”, Józefa, Michała i Janinę. Starszy od Heleny był Stanisław Franciszek (nazywany Franciszkiem). Po ukończeniu szkoły podstawowej w Szczawnicy, pomagała rodzicom w domu.

### Konspiracja
W czasie wybuchu II wojny światowej rodzina Błażusiaków przebywała w Szczawnicy. Od jesieni 1939 ojciec Heleny (Stanisław Błażusiak, ps. „Pik”) i jej starszy brat (Stanisław Franciszek, ps. „Orzełek”) byli zaprzysiężonymi przewodnikami komórki Służby Zwycięstwu Polski w Szczawnicy. Przeprowadzali żołnierzy i oficerów WP po wojnie obronnej 1939 z Nowego i Starego Sącza do Szczawnicy. Uchodźcy byli następnie kwaterowani w domu rodzinnym Heleny, jak również w innych domach mieszkańców Szczawnicy i oczekiwali na przybycie kuriera, który przeprowadzał ich ze Szczawnicy przez Słowację na Węgry. Helena Błażusiak od początku wojny była wtajemniczona w konspirację i pomagała przy zakwaterowaniu uchodźców. Ojciec powierzał jej także różne niebezpieczne i odpowiedzialne zadania, z których bez zarzutu się wywiązywała, pomimo że nie była oficjalnie zaprzysiężona przez AK. Błażusiak była znana jako „córka Pika”.

### Aresztowanie
W maju 1944 Helena Błażusiak została zaprzysiężona przez Komendanta Placówki ZWZ-AK „Sieć I” Szczawnica, por. dr. Adama Czartoryskiego ps. „Szpak” do konspiracji jako łączniczka na trasie Szczawnica – Schronisko na Lubaniu, przyjmując pseudonim „Lena”. W schronisku był punkt kontaktowo-noclegowy i instruktażowy dla przechodzących oddziałów partyzanckich. Działał tam szpital polowy prowadzony przez doktora Artura Wernera, lekarza i działacza społecznego ze Szczawnicy, który organizował leczenie rannych partyzantów polskich AK i radzieckich. Helena Błażusiak pomagała mu jako jedna z sanitariuszek. 27 lipca 1944 wybuchło powstanie szczawnickie, które było elementem ogólnopolskiej akcji „Burza”, skierowanej przeciwko Niemcom. Ojciec Błażusiak brał w nim czynny udział, w związku z czym cała rodzina zmuszona była opuścić dom rodzinny i ukrywać się w pobliskich lasach. Helena Błażusiak, ps. „Lena” przeszła do schroniska na Lubaniu, gdzie ukrywała się oraz m.in. przygotowywała posiłki dla znajdującej się tam załogi oraz opiekowała się rannymi partyzantami. We wrześniu ktoś złożył donos na partyzantów ukrywających się w schronisku i 25 września 1944, Niemcy dokonali aresztowania kilkunastu członków ruchu oporu. 3 osoby uciekły, 2 zostały zastrzelone na miejscu, a reszta (11 osób) została sprowadzona do willi w Czorsztynie. Tam Helena Błażusiak, po wstępnym przesłuchaniu, została zaprowadzona pod ścianę w celu rozstrzelania, jednakże żołnierze niemieccy w ostatniej chwili odstąpili od tego zamiaru. Ostatecznie łączniczka, razem z resztą aresztowanych, została przewieziona do aresztu śledczego w Nowym Targu, a następnie do komisariatu Gestapo w Zakopanem.

### Modlitwa
W katowni „Palace” w Zakopanem odbyły się przesłuchania, podczas których Helena Błażusiak była torturowana. Pozbawiono jej wszystkich zębów za pomocą jednego uderzenia dłonią. Młoda łączniczka nikogo nie zdradziła. Jednym z wybitych zębów wyryła w swojej celi modlitwę:
Mamo, nie płacz, nie.
Niebios Przeczysta Królowo,
Ty zawsze wspieraj mnie.
Zdrowaś Mario, Łaskiś Pełna
Zakopane Palace, cela nr 3, ściana nr 3.

Błażusiakówna Helena Wanda, lat 18, siedzi od 25 września 44.
Napis został zniszczony podczas prac remontowych w latach dziewięćdziesiątych XX wieku.

### Ucieczka
Po kilku tygodniach przebywania w „Palace”, późnym wieczorem 22 listopada 1944 kilkunastu więźniów, w tym Helenę Błażusiakówną, wywieziono pod eskortą na stację kolejową, gdzie pociągiem mieli być przetransportowani najprawdopodobniej do obozu koncentracyjnego. Podczas transportu, jak napisała w swoich wspomnieniach: [...] nagle było słychać ostrą strzelaninę, pociąg zwolnił, partyzanci wyłamali drzwi, kazali nam wyskakiwać, gdzie kto może i uciekać. Helena Błażusiak przez całą noc szła pieszo do Nowego Targu. Wczesnym rankiem udała się do rynku, skąd ciężarówką dojechała do Dębna, gdzie kopano rowy. Z Dębna – przy pomocy dwóch kobiet – udało jej się zbiec do najbliższego lasu. Wieczorem dotarła do dziadków w Szczawnicy, którzy mieli mówić, że została zwolniona. Na trzeci dzień dostała mocnego „skrętu kiszek”. Dzięki zaprzyjaźnionemu lekarzowi, Zbigniewowi Kołączkowskiemu, została przetransportowana przez górala (ubranego na biało) do szpitala w Nowym Targu. Wkrótce doszło do ataku lotniczego na szpital, który cudem przeżyła, gdyż jako jedyna, z powodu jej krytycznego stanu zdrowia, nie została zniesiona do schronu. W szpitalu leżała do końca wojny.

### Po wojnie
Po zakończeniu II wojny światowej Stanisław Błażusiak zadecydował, aby członkowie jego rodziny ujawnili się, wskutek czego zostali aresztowani i przesłuchiwani przez funkcjonariuszy Ministerstwa Bezpieczeństwa Publicznego. Po zwolnieniu, Helena Błażusiak wyjechała ze Szczawnicy do Wadowic, gdzie ukończyła szkołę handlową, a następnie (zaocznie) technikum. W Wadowicach wstąpiła w związek małżeński z Romanem Pawlikiem, przyjmując nazwisko męża. Rozpoczęła pracę w przedsiębiorstwie Miejskiego Handlu Detalicznego jako księgowa, jednakże wkrótce została zwolniona z przyczyn politycznych. Otrzymała opinię z dopiskiem „rodzina AK wrogowie klasowi”. Po „interwencji” ojca u osoby wystawiającej opinię w Szczawnicy, została ona zmieniona z korzyścią dla Heleny (pominięto fakt przynależności do AK). W 1951 otrzymała zatrudnienie w KUM „Bumar” Łabędy w Wadowicach na stanowisku kierownika ekonomicznego. Tam uczestniczyła w założeniu pierwszej w Wadowicach „Solidarności”. 1 lutego 1982 zakończyła pracę, przechodząc na emeryturę. Mąż Heleny zmarł w 1973. Od tego czasu samotnie wychowywała i kształciła pięcioro dzieci: Bogumiłę, Marię i Magdalenę (bliźniaczki), Iwonę oraz Przemysława.
Helena Błażusiak-Pawlik status członka Związku Kombatantów Rzeczypospolitej Polskiej i Byłych Więźniów Politycznych dostała dopiero po śmierci. Zmarła 25 lipca 1999, a dokument przyznający członkostwo dotarł we wrześniu 1999.

## Upamiętnienie
Henryk Mikołaj Górecki, po namowie doktora Wincentego Galicy zainspirowany słowami modlitwy wyrytej przez Helenę Błażusiakównę w kwietniu 1976 wykorzystał ją w partii wokalnej drugiej części III Symfonii op. 36 – „Symfonii pieśni żałosnych”. Z początku utwór mało popularny w Polsce, w latach 90. XX wieku zyskał światową popularność.